# Dave Matthews
Pour les articles homonymes, voir Matthews.
David John Matthews plus connu sous le nom de Dave Matthews est un musicien américano-sud-africain né le 9 janvier 1967 à Johannesbourg (Afrique du Sud). Il est le leader, chanteur et guitariste du Dave Matthews Band. Il joue également seul ou avec d'autres musiciens, notamment en duo avec Tim Reynolds. Acteur occasionnel, il a joué dans quelques films et séries.

## Biographie

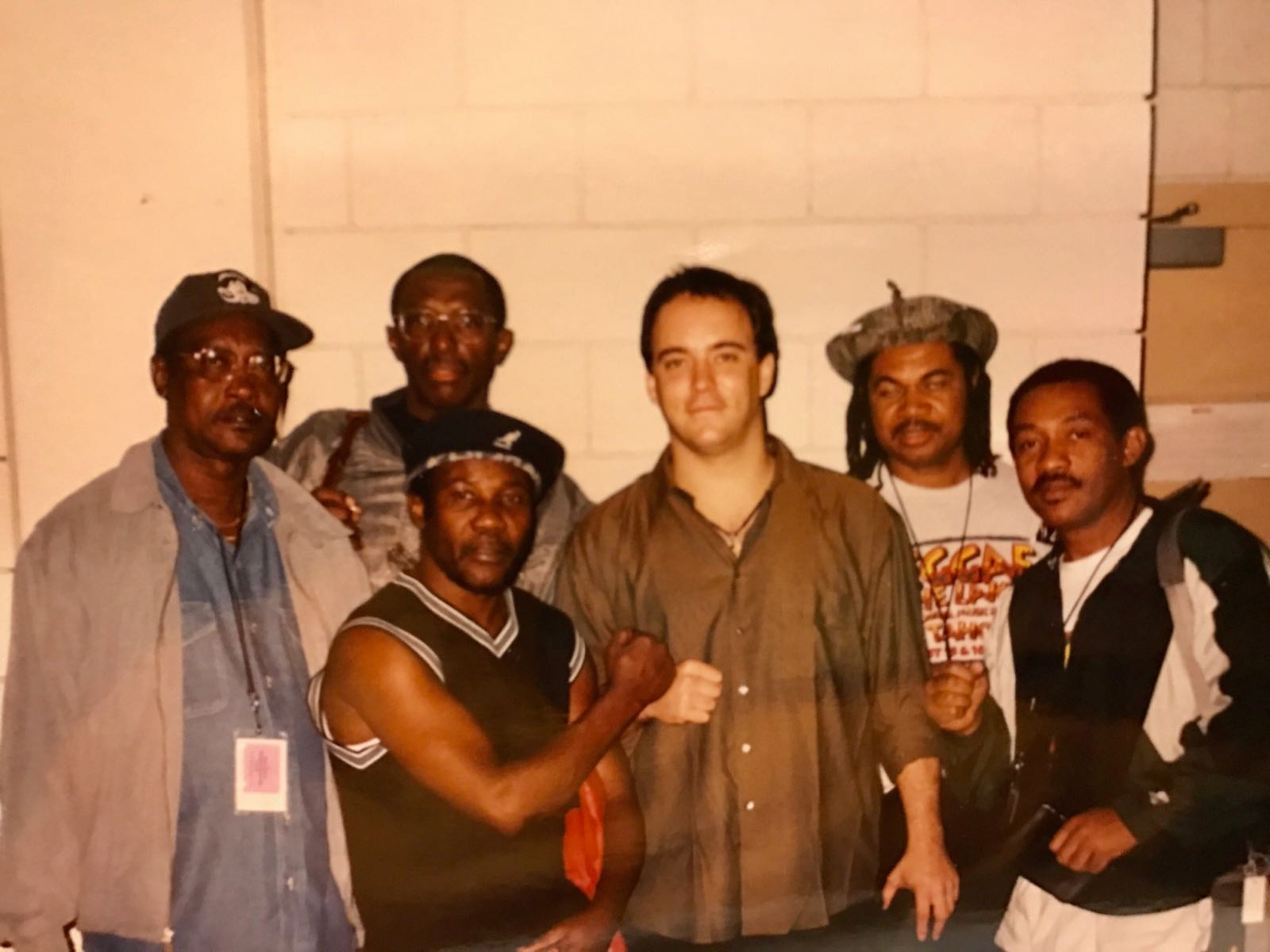
Toots and the Maytals avec Dave Matthews pendant la tournée 1998.

David John Matthews né le 9 janvier 1967 à Johannesbourg en Afrique du Sud. Il est le troisième des quatre enfants de John et Valerie Matthews. À deux ans, la famille Matthews déménage à Yorktown Heights dans l'État de New York aux États-Unis, où son père physicien est embauché par IBM.
En 1974, la famille Matthews déménage à Cambridge en Angleterre pour un an, avant de retourner à New York où John Matthews décède d'un cancer du poumon en 1977. Le biographe Nevin Martell affirme que la mort de son père inspira à Dave Matthews les paroles de Carpe diem. La famille retourne à Johannesbourg en 1977.
En 1985, Dave Matthews est diplômé de l'école secondaire St Stithians College (en). Cette même année, il est également appelé pour le service militaire : Dave quitte l'Afrique du Sud pour éviter la conscription.
Il déménage à New York en 1986 où il travaille pour IBM un court moment. Il rejoint ensuite la même année sa mère à Charlottesville en Virginie, où sa famille vécut avant sa naissance. À Charlottesville, il devient membre de la communauté musicale locale. Bien qu'il ait appris à jouer de la guitare à neuf ans, Dave a commencé se produire en public à Charlottesville. Une star locale, Tim Reynolds, le rejoint de temps en temps sur scène. Un autre ami, Ross Hoffman, persuade Dave Matthews d'enregistrer quelques-unes de ses propres chansons,. Cela l'a mené sa première participation à un concert en tant que musicien professionnel : un spectacle de danse moderne par la troupe Miki Liszt Dance Company. En 1991, il décide de créer son propre groupe.
Après avoir écrit ses premières chansons, dont I'll Back You Up, The Song that Jane Likes and Recently, il envisage de créer son propre groupe. Dave Matthews forme le Dave Matthews Band au début 1991 avec LeRoi Moore, Carter Beauford, Stefan Lessard, Peter Griesar (qui quittera le groupe en 1993), et Boyd Tinsley. Le groupe apparait pour la première fois en public le 14 mars 1991 pour un concert caritatif au Trax Nightclub à Charlottesville.
En 1994, Anne, la sœur de Dave qui vit alors en Afrique du Sud, est assassinée par son mari qui se donne ensuite la mort. Cet événement marquera à vie Dave Matthews. Il y fera référence dans quelques chansons comme Shotgun. Le 29 janvier 1994, il donne un concert à New York avec Tim Reynolds qu'il dédie à la mémoire de sa sœur. L'album Under the Table and Dreaming, sorti plus tard la même année sera également dédiée à elle. Anne Matthews laisse deux enfants, ils déménagent aux États-Unis où Dave et sa cadette Jane décident de les élever.

## Discographie

### Seul
- 2003 : Some Devil

### AvecTim Reynolds
- 1999 : Live at Luther College
- 2007 : Live At Radio City (New-york)
- 2010 : Live in Las Vegas

### Avec leDave Matthews Band
- 1993 : Remember Two Things
- 1994 : Under the Table and Dreaming
- 1996 : Crash
- 1997 : Recently
- 1997 : Live At Red Rocks
- 1998 : Before These Crowded Streets
- 1999 : Listener Supported
- 2000 : The Lillywhite Sessions
- 2001 : Everyday
- 2001 : Live in Chicago.jpg
- 2002 : Busted Stuff
- 2002 : Live at Folsom Field, Boulder, Colorado
- 2003 : Some Devil
- 2003 : The Central Park Concert
- 2004 : The Gorge
- 2005 : Stand Up
- 2005 : Weekend on the Rocks
- 2006 : The Best Of Whats Around
- 2007 : Live at Piedmont Park
- 2009 : Big Whiskey and the Groogrux King
- 2012 : Away from the World
- 2018 : come tomorrow
- 2023 : Walk Around The Moon

## Filmographie

### comme acteur
- 2002 : Etta James and the Roots Band: Burnin' Down the House (vidéo) : Keyboards
- 2003 : Where the Red Fern Grows : Will Coleman
- 2003 : Saturday Night Live
- 2005 : Winn-Dixie mon meilleur ami (Because of Winn-Dixie) : Otis
- 2007 : Dr House (House) : Patrick dans l'épisode 15 de la saison 3 intitulé Half-Wit
- 2007 : Quand Chuck rencontre Larry (I now Pronounce You Chuck And Larry) : Apparition muette : vendeur gai dans une boutique de vêtements
- 2008 : Rien que pour vos cheveux (You Don't Mess with the Zohan) : James, leader d'un gang de mercenaires
- 2011 : Le Mytho (Just go with it) : Ian Maxtone-Jones, Mari de Develyne
- 2011 : A Child's Garden of Poetry d'Amy Schatz (téléfilm) : (voix)

### comme compositeur
- 2002 : Spirit of Snow